# بلدة ريتشلاند (مقاطعة أوغيماو)
ريتشلاند، مقاطعة أوغيماو (بالإنجليزية: Richland Township, Ogemaw County, Michigan)‏ هي بلدة تقع بولاية ميشيغان في الولايات المتحدة. تبلغ مساحتها 92.5 (كم²)، وترتفع عن سطح البحر 260 م، بلغ عدد سكانها 956 نسمة في عام تعداد الولايات المتحدة 2000 حسب إحصاء مكتب تعداد الولايات المتحدة وتصل الكثافة السكانية فيها 10.6 نسمة/كم2.

## وصلات خارجية
- The US50 - Cities and Towns in Michigan State
- Michigan Cities and Towns, Facts, Map, Flag, Colleges, Government, and More